# L’Espluga Calba
L’Espluga Calba település Spanyolországban, Lleida tartományban. L’Espluga Calba Senan, Fulleda, Maldà, Els Omells de na Gaia, Vinaixa és Els Omellons községekkel határos. Lakosainak száma 331 fő (2024).

## Népesség
A település népessége az utóbbi években az alábbiak szerint változott:
| Lakosok száma | 241  | 1200 | 1265 | 781  | 449  | 425  | 429  | 395  | 341  | 331  |
|               | 1717 | 1887 | 1936 | 1960 | 1986 | 2004 | 2009 | 2014 | 2019 | 2024 |